# ラウンドテーブル型支援揚陸艦
ラウンドテーブル型支援揚陸艦（英語: Round Table class Landing Ship Logistic）は、イギリス海軍補助艦隊（RFA）が運用していた揚陸艦の艦級。艦名がいずれも円卓の騎士に由来することからこの艦級名があり、また1番艦の艦名からサー・ランスロット級（英: Sir Lancelot-class）とも称される。
1960年代に6隻が建造されて就役したが、1隻がフォークランド紛争で戦没したことから、代艦として発展型1隻が建造され、またオーストラリア海軍においても準同型艦「トブルク」が建造されて就役した。RFAでの運用は2008年までに終了したが、原型・発展型各1隻がブラジル海軍で再就役している。

## 設計・能力

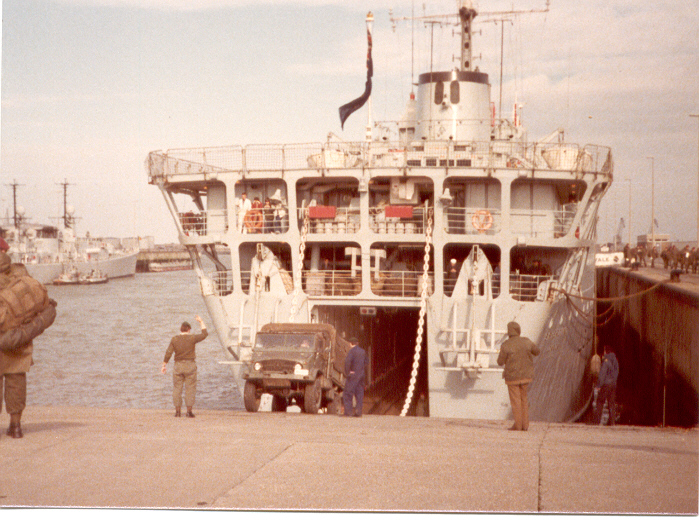
高い艦尾楼と艦尾ランプ

艦型としては凹甲板型が採用された。海軍のコマンド母艦やフィアレス級揚陸艦の補完任務や揚陸兵站活動を主目的として計画されたことから、戦車揚陸艦のようにバウドア・バウランプを有する一方、艦尾にもランプを有しており、RO-RO船としての性格もある。
最初に建造された6隻のうち、1番艦を除く5隻は総トン数4,473トン、マーリーズ・モナーク式の10気筒ディーゼルエンジンを主機としているが、1番艦のみ総トン数6,390トンと大型で、スルザー式の12気筒ディーゼルエンジンを搭載している。
艦内には、艦首尾のランプと連続する、全通した主車両甲板が設けられている。収容能力については、設計・艤装の変遷のために各艦ごとで若干の差異があるが、おおむね600ないし660m2の面積を確保して、1個中隊のチャレンジャー1/2戦車（12〜14両）、大型車両23〜31両、ランドローバー52〜62両、あるいは輸送コンテナ20〜26個を収容できた。またこれとは別に車両甲板も設けられており、こちらには大型車両19〜34両、ランドローバー50〜67両、あるいは貨物コンテナ20〜33個を収容できた。
艦尾楼甲板と上部車両甲板上にはヘリコプター甲板が設けられ、ヘリコプター発着スポットがそれぞれ1個ずつ設定されていた。

## 配備
本級の原型6隻は、運輸省によって1961年より発注され、1964年から1968年にかけて順次に就役した。当初は、陸軍後方支援軍団（RASC）に所属し、運航は英領インド汽船会社が委託されて担当していた。その後、1970年に、所属・運航ともにイギリス海軍補助艦隊（RFA）に移管された。英領インド汽船会社・RFAのいずれにおいても、運航要員は基本的に民間人が担当してきた。

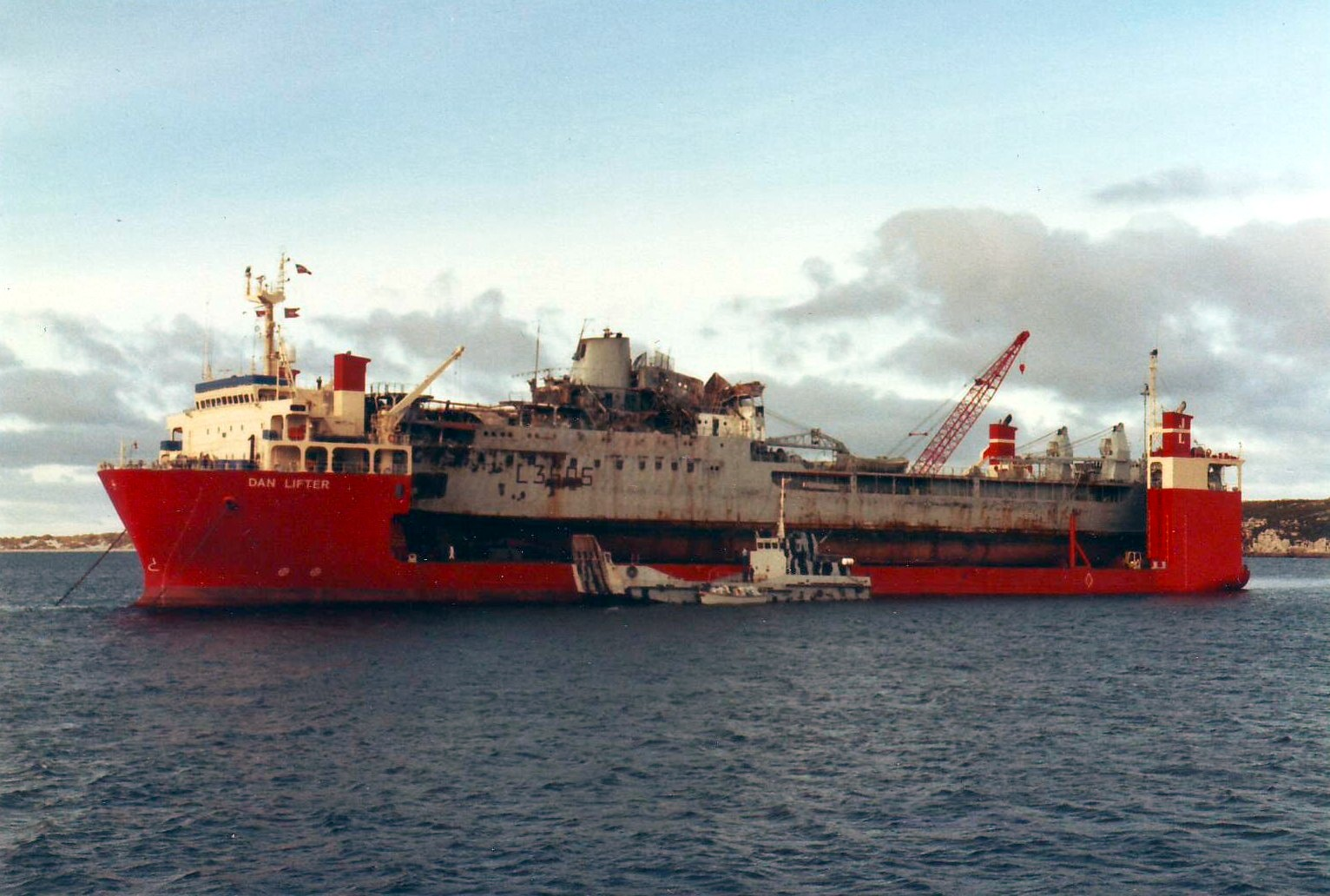
大破し、重量物運搬船で帰国する「サー・トリストラム」

1982年のフォークランド紛争において、本級は全艦が派遣部隊に参加した。5月24日、「サー・ベディベア」が至近弾を受け、「サー・ランスロット」が不発弾によって小破した。そして6月8日、フィッツロイ上陸作戦の際に航空攻撃を受けて、「サー・ガラハド」が撃沈、「サー・トリストラム」が大破した。
このことから、「サー・ガラハド」の代艦として、8,861総トンに大型化した改型が建造され、同艦名を引き継いだ。また「サー・トリストラム」は修理の際に船体の延長を含む改良を受けたほか、1990年代半ばには、残存していた3隻の原型艦はいずれもSLEP（Service Life Extension Program）改修を受けた。
現在では、より大型でドック型を採用したベイ型補助揚陸艦（LSD(A)）によって代替され、RFAでの運用は終了している。

## 同型艦
| #     | 艦名                                   | 起工           | 進水            | 就役            | 退役            | その後 |
| ----- | -------------------------------------- | -------------- | --------------- | --------------- | --------------- | --- |
| L3029 | サー・ランスロット RFA Sir Lancelot    | 1962年 3月     | 1963年 6月25日  | 1964年 1月16日  | 1989年 3月31日  | 南アフリカの海運会社を経て、 1992年にシンガポール海軍「パーシヴァランス」（RSS Perseverance, L206）として再就役、 2003年に民間軍事会社（Glenn Defense Marina Asia）に売却され、2008年に解体 |
| L3005 | サー・ガラハド RFA Sir Galahad         | 1965年 2月     | 1966年 4月19日  | 1966年 12月17日 | 戦没            | 1982年6月8日、フォークランド紛争のフィッツロイ上陸作戦にて戦没 |
| L3005 | サー・ガラハド (2代目) RFA Sir Galahad | 1985年 5月12日 | 1986年 12月13日 | 1987年 11月25日 | 2006年          | ブラジル海軍「ガルシア・ダヴィラ」 （NDCC Garcia D'Avila, G-29）として再就役 |
| L3004 | サー・ベディヴェア RFA Sir Bedivere    | 1966年 10月    | 1966年 7月20日  | 1967年 5月18日  | 2008年 2月18日  | ブラジル海軍「アルミランテ・サボイア」 （NDCC Almirante Saboia, G-25）として再就役 |
| L3505 | サー・トリストラム RFA Sir Tristram    | 1966年 2月     | 1966年 12月12日 | 1967年 9月14日  | 2005年 12月16日 | 退役後、特殊舟艇部隊など特殊部隊の訓練施設として使用 |
| L3027 | サー・ゲライント RFA Sir Geraint       | 1965年 6月     | 1967年 1月26日  | 1967年 7月12日  | 2003年 5月1日   | 2005年12月 インドでスクラップ処分 |
| L3036 | サー・パーシヴァル RFA Sir Percivale   | 1966年 5月     | 1967年 10月4日  | 1968年 3月23日  | 2004年 8月17日  | 2010年 リヴァプールでスクラップ処分 |
| L 50  | トブルク HMAS Tobruk                   | 1978年 2月7日  | 1980年 3月1日   | 1981年 4月23日  | 2015年 7月31日  | 2018年6月 バンダーバーグ近海で海没処分 |